# Remigiusz Golis
Remigiusz Golis, né le 13 octobre 1990 est un pentathlonien polonais.

## Palmarès
| Discipline/Année                         | 2010 | 2011 |
| ---------------------------------------- | ---- | ---- |
| Jeux olympiques Individuel               | -    | -    |
| Championnats du monde seniors Individuel | -    | -    |
| Championnats du monde seniors Équipe     | -    | -    |
| Championnats du monde seniors Relais     | 1re  | -    |
| Coupe du monde seniors Individuel        | -    | -    |
| Championnats d'Europe seniors Individuel | -    | -    |
| Championnats d'Europe seniors Équipe     | -    | -    |
| Championnats d'Europe seniors Relais     | -    |      |

En 2009, et 2010, Remigiusz Golis est vice-champion national.
Ce palmarès n'est pas complet